# Super 4 (serie animata)
Super 4 è una serie animata televisiva in computer grafica del 2014, commissionata da France Télévisions e co-prodotta da Method Animation, PGS Entertainment e Morgen Studios, in associazione con Turner Broadcasting System Italia (solo per la prima stagione). La serie è stata creata per celebrare i 40 anni del franchising Playmobil ed infatti la grafica dei personaggi e delle ambientazioni si rifà alla famosa linea di giocattoli. In Italia la prima stagione è stata trasmessa dal 3 settembre 2014 su Boomerang e Cartoonito, mentre la seconda stagione debutta su Nick Jr. il 19 novembre 2018.

## Trama
Ogni episodio narra le avventure di quattro eroi: il cavaliere medievale Alex, la pirata Ruby, l'agente segreto Gene e la dolce fatina Brilli. Insieme, i quattro giovani vivono emozionanti avventure attraversando quattro mondi diversi:
- Medievalia o Kingsland: è un regno medievale popolato di cavalieri, con regge medievali, i tornei, draghi e maghi. È questo il mondo di Alex, principe ed erede, ed è governato da Re Kenric il Misericordioso, che sta diventando troppo vecchio per mantenere il suo trono ai danni del tirannico Barone Nero, personaggio molto simile al Principe Giovanni di Robin Hood.
- L'isola dei Pirati: è la patria dei Pirati ed è dominata da una ripida montagna sormontata da un altopiano, apparentemente inaccessibile. Nella parte inferiore del vulcano si trova "La cava delle palle di cannone", il villaggio natale dei Pirati, un insediamento piratesco popolato da individui litigiosi che passano il tempo a scommettere e preparare i colpi. Il palazzo del Capitano supremo di tutti i pirati, Barbasqualo, svetta sulla città e Ruby, per salvare il padre, lo sconfigge.
- L'isola incantata: è un luogo magico, avvolto da una lussureggiante foresta e abitato da straordinarie creature magiche. I visitatori devono prestare attenzione, poiché qui nulla è mai come sembra e i confini tra sogno e realtà si mescolano rapidamente. Nel cuore della foresta si erge il palazzo della Fata Regina, la sovrana dell'isola, che è furiosa per essere stata accidentalmente trasformata in una rana da Brilli.
- Technopolis: è una città futuristica, racchiusa sotto una maestosa cupola di vetro che si estende così in alto da inglobare le nuvole. Questo luogo è ricco di meraviglie tecnologiche, tra cui veicoli volanti, robot e case sospese. Tuttavia, gli abitanti non conoscono il divertimento: il sorriso, considerato superfluo, è stato gradualmente abolito. Temendo ciò che si cela al di fuori della loro cupola, i cittadini di Technopolis trascorrono la vita dedicandosi esclusivamente a ciò che già conoscono. La città è sotto il controllo del Dottor X.

## Personaggi
- Alex è l'erede al trono del Regno di Medievalia e ha tutto quello che un principe dovrebbe avere ma lui considera la sua vita noiosa e vuole sempre partire all'avventura. Non perde mai il suo ottimismo e spesso si scontra con il suo principale antagonista, il Barone Nero, che vuole usurparne il trono e Alex, con l'aiuto di suo padre il Re, lo sconfiggono per proteggere il Regno. È innamorato di Brilli. Voce italiana di Federico Di Pofi.
- Brilli è una aspirante fata con le ali e i capelli celesti, che non ha ancora imparato ad utilizzare correttamente la sua bacchetta magica. È stata ingiustamente esiliata dall'Isola Incantata dopo aver trasformato per errore la Regina delle Fate in una rana tentando un incantesimo. È la più piccola del gruppo ed è goffa, ma la sua energia e il suo entusiasmo la rendono un membro importante del gruppo. Voce italiana di Ludovica Bebi.
- Gene è un agente segreto con la pelle scura, nato e cresciuto a Technopolis in una società governata dalla logica, per questo motivo è sempre alla ricerca di una spiegazione razionale a tutto quello che gli accade. Gene è anche un brillante inventore e dispone di gadget tecnologici che usa nelle sue missioni. È vestito impeccabilmente sulla falsariga di James Bond. Voce italiana di Andrea Mete.
- Ruby è una trovatella che è riuscita a sopravvivere nel rozzo mondo dei pirati con l'aiuto di suo padre Rubens: oggi è una ragazza pirata con cappello e sciabola e molto spesso ha bisogno che le venga ricordato che i bottini e l'oro in cui s'imbatte non sono di sua proprietà. È coraggiosa e istintiva e non ci pensa due volte prima di aiutare un suo amico in pericolo. Voce italiana di Veronica Puccio.

## Trasmissioni internazionali
La serie è stata venduta a molte altre compagnie televisive al di fuori della Francia, come per esempio l'emittente CITV nel Regno Unito.
| Stato                          | Canale                          |
| ------------------------------ | ------------------------------- |
| Regno Unito                    | CITV                            |
| Turchia                        | Cartoon Network                 |
| Portogallo                     | Canal Panda                     |
| Argentina Brasile Cile Messico | Boomerang                       |
| Macao                          | TDM                             |
| Stati Uniti                    | KidsClick                       |
| Cile                           | MTV                             |
| Germania                       | Disney Channel                  |
| Svizzera                       | RTS Deux                        |
| Francia                        | France 3                        |
| Belgio                         | Club RTL                        |
| Ungheria                       | Megamax                         |
| Polonia                        | Teletoon+                       |
| Italia                         | Boomerang, Cartoonito, Nick Jr. |
| Spagna                         | Clan TVE                        |
| Romania                        | Minimax                         |